# Draba
- Commons
- Wikispecies

Draba L. é um género botânico pertencente à família Brassicaceae.

## Sinonímia
| - Abdra Greene - Dolichostylis Turcz. - Drabella Nabelek - Nesodraba Greene | - Odontocyclus Turcz. - Pseudobraya Korsh. - Stenonema Hook. - Thylacodraba (Nabelek) O.E. Schulz |

## Espécies
| - Draba albertina - Draba aretioides - Draba aureola - Draba cacuminum - Draba californica - Draba cruciata - Draba cuneifolia - Draba densifolia - Draba ecuadoriana - Draba extensa | - Draba hookeri - Draba lactea - Draba obovata - Draba splendens - Draba spruceana - Draba steyermarkii - Draba stylosa - Draba subumbellata - Draba verna - Draba violacea |

- Lista completa

## Classificação do gênero
| Sistema | Classificação                         | Referência               |
| ------- | ------------------------------------- | ------------------------ |
| Linné   | Classe Tetradynamia, ordem Siliculosa | Species plantarum (1753) |